# Decizie limită
Decizie limită (titlu original: Fail-Safe) este un film american thriller din 1964 regizat de Sidney Lumet; cu Dan O'Herlihy, Walter Matthau, Henry Fonda și Frank Overton în rolurile principale.

## Distribuție

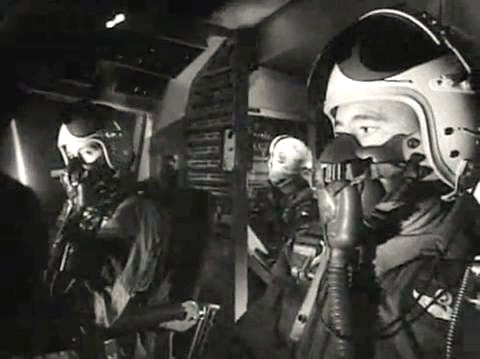
Edward Binns - Colonel Jack Grady (dreapta)

- Henry Fonda - Președinte al Statelor Unite ale Americii
- Dan O'Herlihy - Brigadier General Warren A. "Blackie" Black, USAF
- Walter Matthau - Professor Groeteschele
- Frank Overton - General Bogan, USAF
- Fritz Weaver - Colonel Cascio, USAF
- Edward Binns - Colonel Jack Grady, USAF
- Larry Hagman - Buck, the President's interpreter
- William Hansen - Defense Secretary Swenson
- Russell Hardie - General Stark
- Russell Collins - Gordon Knapp
- Sorrell Booke - Congressman Raskob
- Nancy Berg - Ilsa Woolfe
- John Connell - Thomas
- Frank Simpson - Sullivan
- Hildy Parks - Betty Black
- Janet Ward - Helen Grady
- Dom DeLuise - Master Sergeant Collins, USAF
- Dana Elcar - Mr. Foster
- Stewart Germain - Mr. Cascio
- Louise Larabee - Mrs. Cascio
- Frieda Altman - Mrs. Jennie Johnson